# Жемчуг (бронепалубный крейсер)
«Же́мчуг» — бронепалубный крейсер Российского императорского флота типа «Жемчуг», принявший участие в Цусимском сражении и погибший в годы Первой мировой войны.

## Постройка и испытания
Заказан Невскому заводу в рамках программы «Для нужд Дальнего Востока». 1 июня 1902 года официально заложен на верфи в присутствии Великого князя Алексея Александровича и получил название «Жемчуг». В течение испытаний прототипа (крейсера «Новик») в проект неоднократно вносились изменения, что привело к замедлению строительства. Кроме того, постройка замедлялась невыполнением своих обязательств контрагентами завода.
26 июня 1902 года на крейсер были установлены киль, форштевень и ахтерштевень, шпангоуты, стрингеры, бимсы; обшивка бортов была доведена до верхней палубы. На 22 марта на «Жемчуг» было установлено 655 тонн стали. 11 июня 1903 года были проведены испытания котлов для крейсера и их установка на корабль. 7 августа были испытаны вращением гребные валы с винтами, 11 августа комиссия признала работы на «Жемчуге» «выполненными удовлетворительно», а крейсер — готовым к спуску на воду.
14 августа 1903 года в 11 часов в присутствии Императора Николая II «Жемчуг» благополучно сошёл на воду. Во время спуска миноносцы «Буйный», «Бравый» и «Бодрый» по традиции салютовали 31 выстрелом. Командиром корабля был назначен капитан 2-го ранга П. П. Левицкий.
К ноябрю 1903 года на крейсере были установлены все котлы, устанавливались иллюминаторы, переборки, мостики, мачты, шла настилка жилых палуб. Машина «Жемчуга» к этому времени была уже практически собрана в мастерской. Наводнением, произошедшем 12 ноября, была сорвана сдача испарителей для «Жемчуга». Следующим штормом 2 декабря крейсер сорвало со швартовов и он застрял на ледовой банке, тем не менее, корпус не получил повреждений. В целях ускорения постройки, на «Жемчуг» были переданы два паровых катера с минного транспорта «Волга».
В начале 1904 года было принято решение о установке на крейсере двух лёгких деревянных мачт для упрощения флажно-сигнального производства. После начала Русско-японской войны работы по постройке корабля были значительно ускорены в середине марта 1904 года завод определил срок сдачи «Жемчуга» флоту — 1 июля 1904 года. Проект вновь подвергся пересмотру по опыту первых боёв, и было принято решение об установке ещё пары 120-мм орудий, которые были взяты с крейсера «Дмитрий Донской». Кроме того, были установлены два торпедных аппарата и механический семафор фирмы Шихау (впервые в русском флоте). Каждый день на крейсере трудились до 480 человек мастеровых. Завод спешил выполнить больший объём работ, пользуясь стоянкой крейсера у стенки. Несколько раз посетили крейсер вице-адмирал Ф. К. Авелан и командующий Второй Тихоокеанской эскадрой (в состав которой предстояло войти «Жемчугу») З. П. Рожественский.

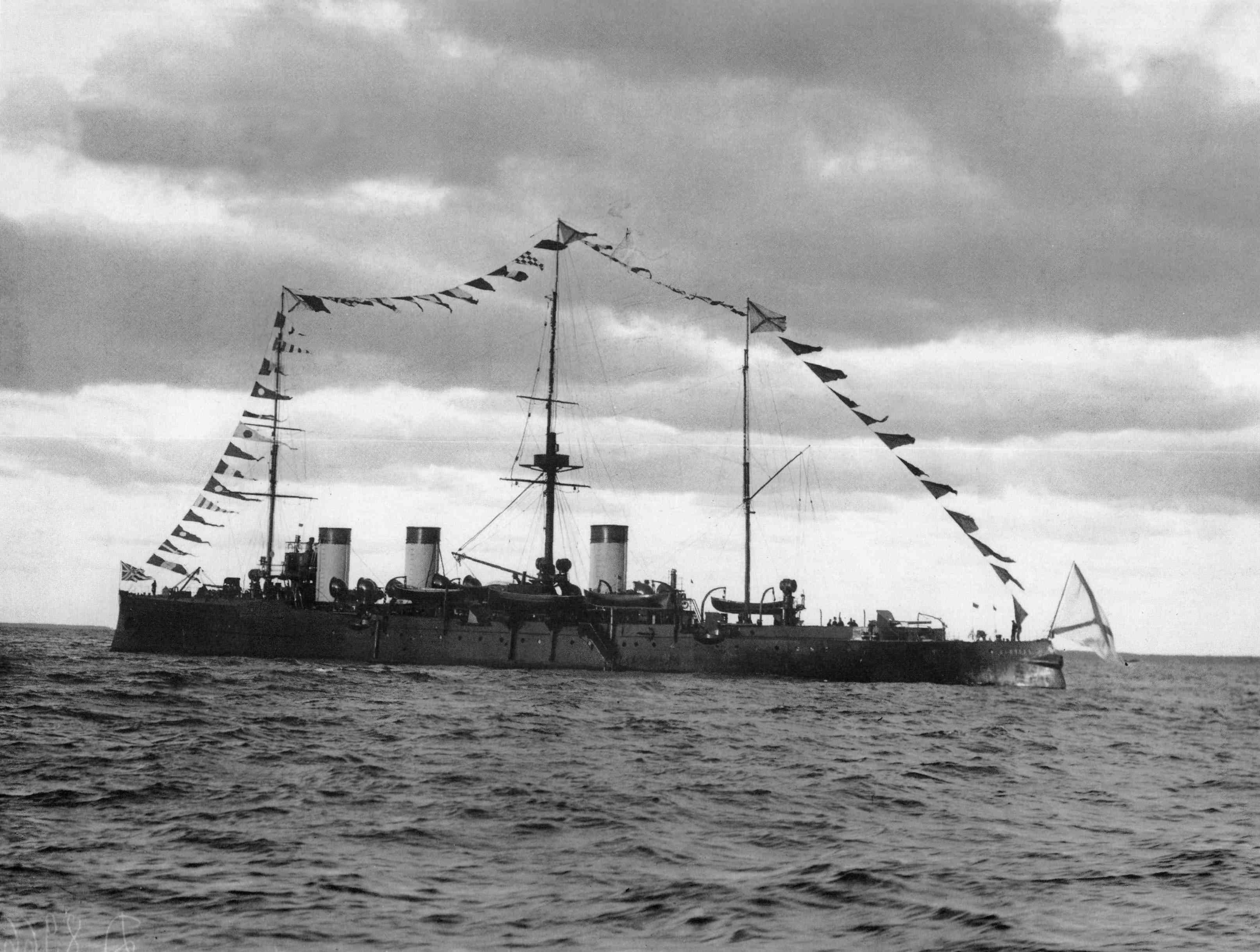
Крейсер «Жемчуг» на Ревельском рейде во время императорского смотра

26 июля «Жемчуг» провёл швартовые испытания, а уже 5 августа крейсер совершил самостоятельный переход в Кронштадт. На испытаниях корабль показал скорость 23,04 узла с перегрузкой 250 тонн. Все обнаруженные на испытаниях недостатки были за короткий срок исправлены на заводе в Ревеле. 29 августа «Жемчуг» окончательно вошёл в состав Второй Тихоокеанской эскадры.
27 сентября в Ревеле состоялся Императорский смотр эскадры, во время которого Николай II побывал на «Жемчуге» и пожелал команде и офицерам «счастливого пути и благополучного возвращения».

## Крейсер во времяРусско-японской войны

### Переход на Дальний Восток
28 сентября эскадра оставила Ревель и, построившись в две колонны, взяла курс на Либаву. «Жемчуг» занял место в правой колонне за транспортом «Анадырь». В Либаве на крейсер были погружены запасы угля, а 2 октября «Жемчуг» навсегда покинул последний российский порт на Балтийском море. Головным в отряде обычно шел крейсер 2 ранга «Алмаз» под флагом контр-адмирала Энквиста. «Жемчуг» занимал место третьим в колонне, за «Светланой». Во время похода на корабле часто случались поломки, которые нередко приходилось исправлять на ходу.
21 октября ядро Второй Тихоокеанской эскадры прибыло в Танжер, и часть кораблей с меньшей осадкой, среди них и «Жемчуг», пошли через Средиземное море и Суэцкий канал. 1 февраля 1905 года у берегов Мадагаскара эскадра соединилась с «Догоняющим отрядом», в который входил однотипный с «Жемчугом» крейсер «Изумруд». Начались совместные с эскадрой упражнения в стрельбе и эволюциях, причём «Жемчуг» отличался своим умелым маневрированием. 3 марта «Жемчуг» и «Изумруд» назначили состоять при главных силах, и на переходе они занимали свои места справа и слева на траверзе флагманского броненосца «Князь Суворов». Плавание сопровождалось изнурительными погрузками угля на океанской волне в тропическую жару.
6 мая «Жемчуг» задержал норвежский пароход «Оскар II», однако последний был отпущен и, по некоторым данным, сообщил о нахождении всей русской эскадры. Приказ с инструкциями, отданный перед боем, отводил «Жемчугу» и «Изумруду» роль репетичных кораблей при флагманских броненосцах.

### Цусимское сражение
После подхода Второй Тихоокеанской эскадры к Цусимскому проливу и обнаружения её японскими разведывательными судами, «Жемчуг» в 7.00 остановил японский пароход, однако вскоре по приказу командующего отпустил его. Около 11.00 крейсер несколько раз открывал огонь по японским кораблям. В 12.00, находясь уже в Цусимском проливе, корабли изменили курс на норд-ост 23°. Вскоре первый броненосный отряд вышел вправо из общей колонны, при этом «Жемчугу» было приказано перейти на траверз «Орла», за ним держался «Изумруд» и четыре миноносца 1-го минного отряда.
В начале боя главных сил командир «Жемчуга» приказал открыть огонь «для поднятия духа команды». Сразу после выхода из строя броненосца «Ослябя», крейсер направился к нему и получил первое попадание 152-мм снарядом. Повреждения оказались незначительными, но был убит лейтенант барон Врангель и выведена из строя вся прислуга кормового орудия. Крейсер вышел из-под огня противника и оказался среди вспомогательных судов, причём чуть не столкнулся со вспомогательным крейсером «Урал»: «Жемчуг» прочертил правой частью кормы по форштевню «Урала», зацепив при этом правым винтом за его корпус. Повреждения получил минный аппарат, из которого вывалилось зарядное отделение торпеды.

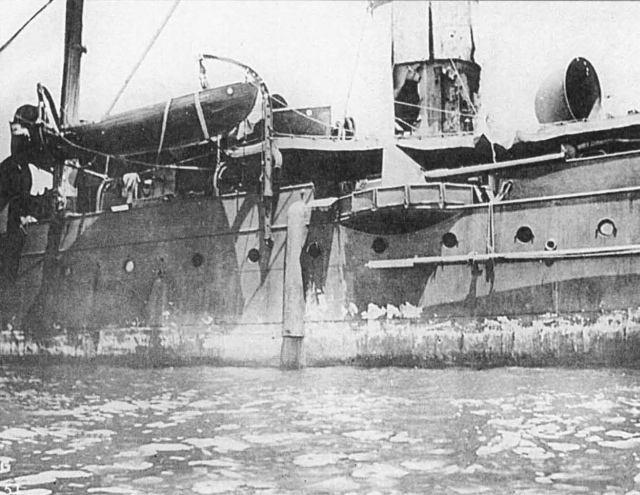
Повреждения крейсера «Жемчуг» после Цусимского сражения

В 14 часов «Жемчуг» вернулся к главным силам эскадры, однако получил попадание очередного 120-мм снаряда, разрыв которого причинил многочисленные повреждения правому шкафутному орудию и привёл к воспламенению снарядов, предназначенных для первых выстрелов (был контужен мичман Ратьков). После этого попадания «Жемчуг» вышел из-под огня линейных сил японцев и примкнул к отряду крейсеров, вступив в кильватер «Владимиру Мономаху», ведя перестрелку с японскими крейсерами, нападавшими на транспорты. В дальнейшем командир «Жемчуга» счёл за лучшее не приближаться к броненосцам, чтобы не рисковать крейсером. Всего за дневной бой «Жемчуг» получил 17 попаданий, причинивших повреждения дымовым трубам и, незначительные, корпусу корабля; погибло 12 человек, в том числе два офицера, около тридцати человек получили ранения.
К концу дня «Жемчуг» окончательно присоединился к отряду крейсеров контр-адмирала О. А. Энквиста, заняв место на левом траверзе «Авроры». Ночью отряд пытался изменить курс, но неизменно наталкивался на японские миноносцы. Капитан 2 ранга Левицкий пытался выяснить намерения флагмана, но получил лишь приказ следовать с отрядом в Манилу для ремонта. 21 мая русские крейсера бросили якорь в Маниле, а 25 мая по распоряжению из Петербурга интернировались до окончания военных действий.
После заключения мира с Японией на «Жемчуге» начали готовиться к переходу в Россию. Согласно высочайше утверждённому распределению интернированных кораблей, ему предстояло перейти во Владивосток и войти в состав Сибирской флотилии. 14 октября в 12:20 «Жемчуг» покинул Манилу и направился к месту назначения.

## В составеСибирской флотилии

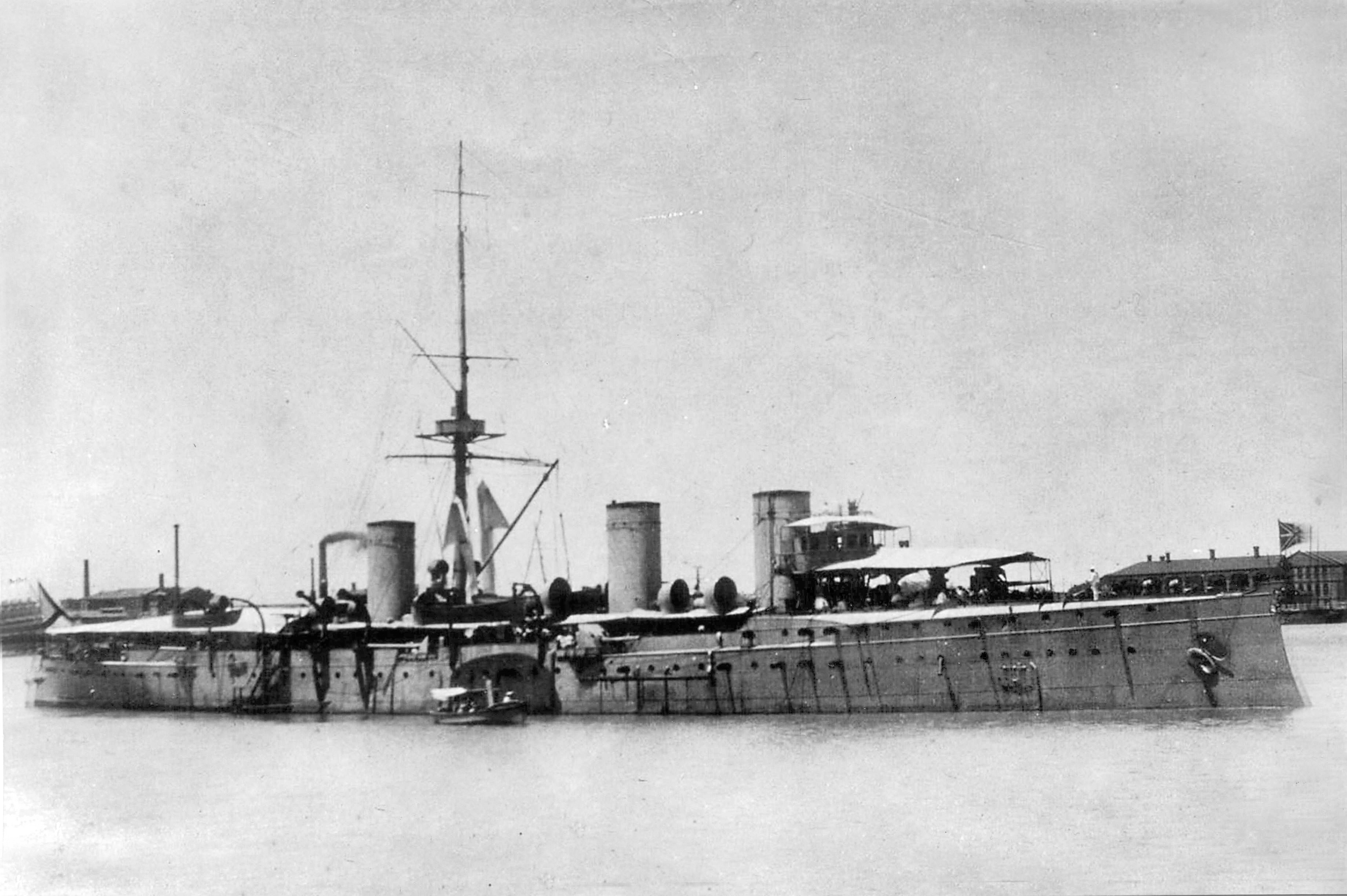
«Жемчуг» в составе Сибирской флотилии

В ходе восстания во Владивостоке 10 января 1906 года команда крейсера присоединилась к мятежному гарнизону и приняла участие в уличных боях. После подавления волнений команда крейсера была разоружена и списана на берег, причём 402 моряка — с отданием под суд.
Несмотря на плохое техническое состояние, крейсер ежегодно совершал плавания по бухтам Приморья и, чередуясь с канонерской лодкой «Манчжур», нёс станционерную службу в Шанхае. Кроме того, крейсер совершал кратковременные походы по китайским, корейским и японским портам, использовался в качестве мишени для подготовки подводников. В 1910 году «Жемчуг» был поставлен на капитальный ремонт.
Отремонтированный крейсер кампанию 1911 года проводил в практическом плавании как флагманский корабль командующего флотилией. В мае военный министр с борта «Жемчуга» осматривал залив Петра Великого. В 1912 году корабль был поставлен в вооружённый резерв. Командиром крейсера стал герой русско-японской войны капитан 2-го ранга Иванов 13-й. Следующий год крейсер выполнял обязанности стационера в Шанхае и Ханькоу. 1914 год встретил там же, охраняя российских подданных и донося об обстановке в Китае, где произошла революция. В середине мая «Жемчуг» вернулся во Владивосток, а через месяц был в очередной раз сменён командир, которым стал капитан 2-го ранга барон И. А. Черкасов.

## Крейсер вПервой мировой войне

### Охрана морских коммуникаций Антанты
В 5 ч 30 мин 20 июля 1914 года над флагманским кораблём флотилии крейсером «Аскольд» взвился флажный сигнал: «Германия объявила войну». Флотилия была срочно приведена в состояние боевой готовности.
С высочайшего соизволения крейсера «Аскольд» и «Жемчуг» присоединились к флоту союзников, поступив под команду английского вице-адмирала Джерама. 24 августа императору Николаю II было доложено, что «по приказанию английского адмирала крейсера „Аскольд“ и „Жемчуг“ уходят 25 августа в Гонконг на соединение с силами союзников». 25 августа в 6 ч оба крейсера снялись с якоря и покинули Владивосток.
3 сентября, после принятия на борт английских офицеров связи, русские крейсеры разделились у Филиппин и осмотрели побережье островов. В течение сентября 1914 года «Жемчуг» успешно занимался конвоированием английских и французских транспортов с войсками и грузами.
27 сентября «Жемчуг» направился в Сингапур, по пути конвоируя французский транспорт. Простояв 5 дней в Сингапуре, «Жемчуг» отправился далее в Пенанг, конвоируя четыре транспорта. Оттуда крейсер направился к Никобарским островам на поиски германского рейдера «Эмден». Однако пришлось вернуться обратно в Пенанг в этот же день из-за плохого технического состояния котельной установки.
Став на якорь, барон Черкасов запросил разрешение английского вице-адмирала Т. Джеррама, которому он был подчинён, на переборку машин и щелочение котлов после длительного плавания. После получения разрешения все котлы, кроме одного, были выведены из действия, при этом не учли, что оставшийся котёл не мог обеспечить нормального энергоснабжения, в частности, работы снарядных элеваторов и водоотливных средств. 14 октября в Пенанг прибыла жена И. А. Черкасова, и он съехал на берег, приказав всё же, «на всякий случай», иметь заряженными орудия, обращённые к входу на рейд.

### Гибель крейсера
В 4 часа 50 минут 15 октября «Эмден», без огней, с фальшивой трубой, которая делала его похожим на английский крейсер «Ярмут», вошёл в гавань Пенанга, куда был беспрепятственно допущен дозорными кораблями, обманутыми внешним видом крейсера.
Заведующий гаванью Мак-Интр и английский лейтенант Моунд, плавающий для связи на «Жемчуге», указывали на эту и другие меры предосторожности командиру русского крейсера. Лейтенант Моунд каждую ночь лично отправлялся на сигнальную станцию в штабе гарнизона. Никаких других мер по охране, кроме высылки в море в дозор одного миноносца (Mousquet) и сторожевого катера в проход, по-видимому, не существовало. Два других французских миноносца стояли, ошвартовившись, у стенки. «D’lberville» также перебирала машины. Таково было положение дел в Пенанге, когда около 5 часов утра 28 октября у входа в гавань появился четырёхтрубный крейсер (четвёртая труба была фальшивой), выкрашенный, как и наши крейсеры, в тёмно-серый цвет. Поднятый на гафеле флаг был принят за английский, и сторожевой катер, даже не опросив его и не предупредив «Жемчуг», дал ему свободно пройти. 
Старший офицер крейсера «Эмден» так описывал происходящее:
Все уже решили, что экспедиция не удалась, как вдруг среди этих «купцов», стоявших с якорными огнями и с освещёнными изнутри иллюминаторами, показался какой-то тёмный силуэт без единого огонька. Это, конечно, военный корабль. Через несколько минут мы были уже достаточно близко, чтобы убедиться, что это действительно так. <…> Наконец, когда «Эмден» прошёл на расстоянии около 1 кабельтова под кормой у загадочного корабля и вышел к нему на траверз, мы окончательно установили, что это крейсер «Жемчуг». На нём царили мир и тишина. <…> С дистанции около 1 каб. мы выпустили свою первую мину из правого бортового аппарата и в тот же момент открыли огонь всем бортом по носовой части «Жемчуга»… 
На «Жемчуге» началась паника, часть команды бросилась за борт. Офицеры крейсера сумели восстановить порядок, но люди, вставшие к орудиям, не обнаружили снарядов — элеваторы подачи не действовали. Старший артиллерийский офицер Ю. Ю. Рыбалтовский лично открыл огонь из ютового орудия и, по русским данным, добился двух попаданий в немецкий корабль. Вахтенный начальник мичман А. К. Сипайло успел сделать лишь один выстрел из бакового орудия, но был тут же убит. Через несколько минут «Эмден», повторно выйдя на траверз «Жемчуга», выпустил мину из левого аппарата, которая, попав под мостик русского корабля, вызвала детонацию погреба. Вверх взлетел столб дыма и пара на высоту около 150 м, корпус разломился и носом ушёл в воду, через 15 секунд на поверхности осталась только верхушка мачты с реем.

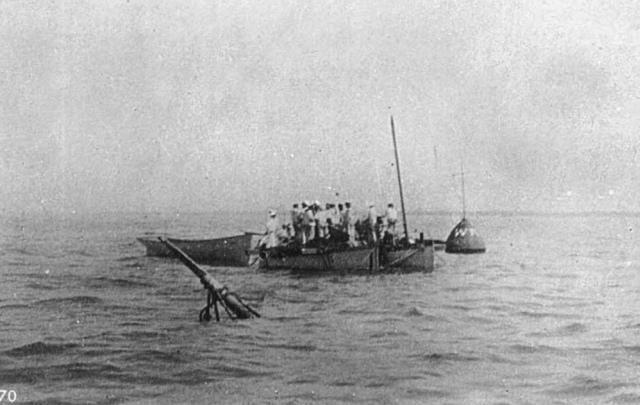
Мачта «Жемчуга» на месте его гибели

Выйдя из гавани, немецкий крейсер потопил французский миноносец и растаял в темноте. Тем временем в порту приступили к спасению команды «Жемчуга». После подсчёта оказалось, что погибли мичман Сипайло и 80 нижних чинов, позднее 7 человек умерли от ран, 9 офицеров и 113 нижних чинов получили ранения различной степени тяжести.
4 января 1915 года к острову Пенанг пришёл вспомогательный крейсер «Орёл» для эвакуации раненых русских моряков и проведения водолазных работ.  Из-за сильного течения работы были затруднены и с затонувшего корабля удалось поднять только одно 120-мм орудие, пулемёт и 6 оптических прицелов. Через месяц «Орёл» срочно убыл в Сингапур, и на этом попытки русской стороны поднять что-либо из имущества с «Жемчуга» прекратились.
По поводу гибели крейсера была создана следственная комиссия, которая всю вину за случившееся возложила на командира корабля барона И. А. Черкасова и старшего офицера Н. В. Кулибина.
В 1920-х годах «Жемчуг» был частично поднят и разобран английскими специалистами.

## Командный состав на момент Цусимского сражения
- Командир: Капитан 2-го ранга П. П. Левицкий
- Старший офицер: Лейтенант С. С. Вяземский
- Ревизор: Лейтенант Ф. А. Матисен
- Минный офицер: Лейтенант П. В. Линден
- Артиллерийский офицер: Лейтенант Н. И. Игнатьев 3-й
- Старший штурманский офицер: Лейтенант В. И. Дмитриев 6-й
- Младший штурманский офицер: Мичман В. А. Киселев 2-й
- Вахтенный начальник: Лейтенант барон Д. М. Врангель 2-й (убит)
- Вахтенный офицер: Мичман Н. М. Ратьков 3-й
- Вахтенный офицер: Мичман Г. А. Тавастшерна (убит)
- Вахтенный офицер: Прапорщик по морской части Э. А. Спадовеки
- Старший судовой механик: Штабс-капитан К.И.М. А. В. Новиков
- Младший судовой механик: Поручик К.И.М. И. Ф. Твердюков
- Младший судовой механик: Поручик К.И.М. Н. Г. Щировский
- Младший судовой механик: Младший инженер-механик В. А. Зарин
- Младший судовой механик: Прапорщик по механической части В. С. Демидов
- Судовой врач: Коллежский асессор А. И. Викторов

## Память о крейсере

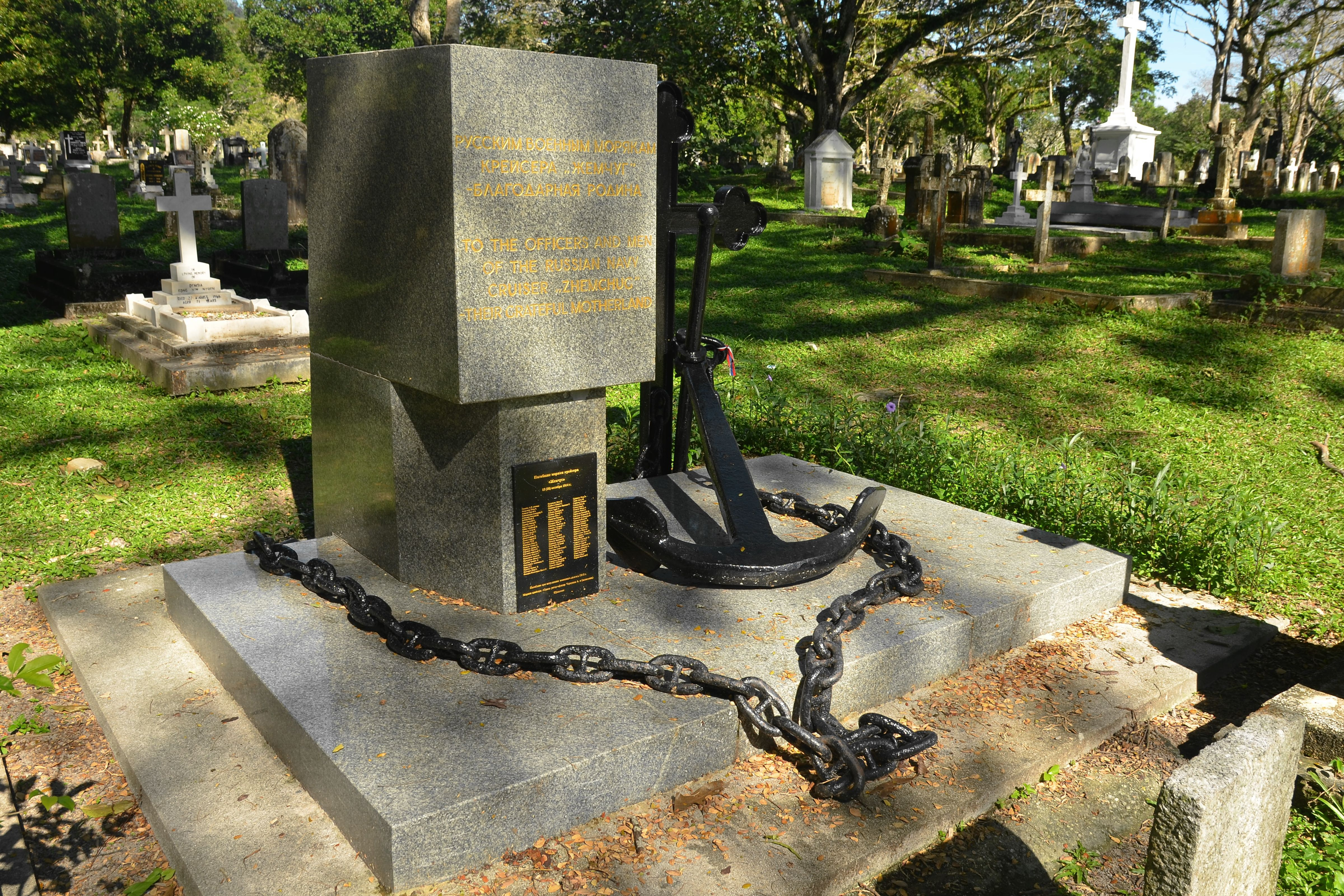
Братская могила моряков крейсера

Первый памятник крейсеру «Жемчуг» установили в 1915 году моряки вспомогательного крейсера «Орёл». В феврале 1938 года казаки-эмигранты, оказавшиеся на гастролях на Пенанге, привели могилу в порядок, поправили крест и установили памятную табличку с девятью фамилиями, которые им удалось узнать из кладбищенских архивов). В феврале 1976 года на могиле появился новый памятник в виде каменного куба с надписью «Русским военным морякам крейсера „Жемчуг“ — благодарная Родина», созданный уже по инициативе СССР. В 1990-х годах была добавлена плита с фамилиями офицеров крейсера.